# بوزنهاسن
بوزنهاسن (به آلمانی: Busenhausen) یک شهر در آلمان است که در راینلاند-فالتس واقع شده‌است.

## خصوصیات
بوزنهاسن ۳۴۰ نفر جمعیت دارد.